# Epic Records Japan
Az EPIC Records Japan egy japán lemezkiadó, mely a Sony Music Entertainment Japan tulajdonában áll. A céget Marujama Sigeo alapította 1978-ban.
1978 és 1988 között a kiadó teljes mértékben az Epic/Sony Inc. (株式会社EPIC・ソニー) leányvállalataként működött, 1978 augusztusában alapították, majd 1988 márciusában egybevonták a CBS/Sony Grouppal.

## Kiadott videójátékaik
A nyolcvanas évek végén és a kilencvenes évek elején számos videójátékot is kiadták a Nintendo játékkonzoljaira. 
- 1987. június 27 –  Tokoro-Szan no Mamorumo Szemerumo (所さんのまもるもせめるも?) Famicomra. Az ISCO fejlesztette.
- 1988. szeptember 30. – Vegas Dream Famicomra
- 1989. február 17. – Flying Hero (飛ing ヒーロー?) Famicomra. Az Aicom fejlesztette.
- 1989. október 27. – Tasiro Maszasi no Princess ga Ippai Famicomra
- 1989. december 22. – Live in Power Bowl: TM Network Famicomra
- 1990. április 27. –  Soccer Boy vagy más néven Soccer Mania Game Boyra
- 1990. július 20. – Solstice Famicomra. A brit Software Creations fejlesztette.
- 1991. március 1. – Robocop Game Boyra
- 1991. augusztus 9. – Hakunecu Pro Jakjuu Ganba League vagy más néven Extra Innings Famicomra. A Sting fejlesztette.
- 1991. szeptember 13. – Jerry Ball vagy más néven Smart Ball Super Famicomra
- 1991. szeptember 20. – Dragon's Lair Famicomra. A Motivetime fejlesztette.
- 1991. október 25. – Dragon's Lair Game Boyra. A Motivetime fejlesztette.
- 1991. november 29. – Altered Space Game Boyra
- 1991. december 27. – Hudson Hawk Famicomra
- 1992. március 13. – Hudson Hawk Game Boyra
- 1992. március 19. – Robocop 2 Game Boyra
- 1992. március 27. – Hook Famicomra. Az Ocean fejlesztette.
- 1992. április 3. – Hook Game Boyra. Az Ocean fejlesztette.
- 1992. július 17. – Hook Super Famicomra. Az Ukiyotei fejlesztette.
- 1992. december 11. – Ganba League '93 Famicomra. A Sting fejlesztette
- 1993. október 29. – Utopia: The Creation of a Nation Super Famicomra
- 1993. november 12. – Solstice II vagy más néven Equinox Super Famicomra. A brit Software Creations fejlesztette.
- 1993. december 10. –  Ganba League '94
- 1994. február 18. –  Karura Ou vagy más néven Skyblazer Super Famicomra. Az Ukiyotei fejlesztette.

## Lemezkiadói
- Antinos
- Dohb Discs
- Kowalski
- Mint Age
- So What? Records

## Jelenlegi előadói
- 7!!
- Abingdon Boys School
- Akebosi Josio
- Aki Angela
- Aqua Timez
- Atari Kouszuke
- Aura
- Cinemusica
- The Condors
- Crystal Kay
- Daiszuke
- Dustz
- Hadzsime Csitosze
- Halcali
- Hanejuri
- Ikimono-gakari
- Iszoja Juki
- Kavaucsi Szava
- Makino Jui
- Macusita Nao
- Macusita Juja
- Nakama Jukie
- Nangi
- Naoto
- No3b
- Nodame Orchestra
- Pengin
- School Food Punishment
- Sigi
- Szolita
- Stance Punks (Epic/Kowalski/Dynamord)
- Szugaru Macutani (Epic/Informel)
- Szuzuki Maszajuki
- Takacsija
- Take Jutaka
- Theatre Brook
- T.M.Revolution
- Uranino
- Vatanabe Miszato
- Yacht.